# The Scene
The Scene was een Nederlandse rockband uit Amsterdam met poëtische teksten rond zanger, gitarist, componist en producer Thé Lau. De groep was actief van 1979 tot 2014.

## Start
In Bergen begint Lau in het begin van de jaren zeventig zijn muzikale carrière in groepen als Tortilla en Turquoise. Samen met Jan de Hont maakt hij deel uit van de Amsterdamse country-rockgroep Music Garden en de Neerlands Hoop Express. In 1979 formeert hij The Scene. In het begin wisselt de band zowat maandelijks van samenstelling, maar de vele personeelswisselingen doen geen afbreuk aan het karakteristieke geluid van de groep. Centraal staan steeds Lau's rauwe, hese stemgeluid en zijn composities met zowel Nederlands- als Engelstalige teksten. Een radiosessie voor VARA's Popkrant en een televisie-optreden in VARA's Popkaravaan zorgen voor de eerste naamsbekendheid. Begin 1980 wordt The Scene in Muziekkrant OOR zelfs uitgeroepen tot Nederlands beste band-zonder-plaat. In mei verschijnt dan bij Dureco de op twee nummers na geheel Engelstalige lp The Scene, die wel goede recensies maar geen dito verkoopresultaten oplevert. De plaat wordt gevolgd door de eigen beheer-singles The Beat/Bliss en Stappen/Allied Cigarettes (1982). In juni 1983 doet The Scene in het kader van een internationaal uitwisselingsproject een korte tournee door Polen in het voorprogramma van het daar enorm populaire Budka Suflera.

## Tweede album
Omdat de bandleden liever worden uitbetaald dan dat er gespaard wordt voor een nieuw album duurt het tot 1985 voordat de eigen beheer-lp This is Real verschijnt, waarop Thé Lau werkt met Kim Snelten op sax en mondharmonica, bassist Dimitri Veltkamp en drummer Kors Eijkelboom. Een reeks simpele, directe eigen beheer-singles volgt: S.E.X. (1986), Ritme, Wereld (1987) en een cover van Madonna's "Borderline" (1988). De singles worden geen hits, maar zorgen wel voor regelmatige aandacht in de media.

## Rij rij rij
Vanaf 1987 bestaat The Scene naast Thé Lau uit bassiste Emilie Blom van Assendelft en Wim Zeeman op drums. In deze samenstelling maakt de groep Rij rij rij, geproduceerd door Rick de Leeuw van de Tröckener Kecks. Het album verschijnt in december 1988 en de titelsong wordt ook op single uitgebracht. In februari '89 wordt The Scene uitgebreid met toetsenist Otto Cooymans (ex-Hollander, Time Bandits, Vitesse) en wat later ook met gitarist Eus van Someren. Dan verschijnt de single Rauw, hees, teder. Drummer Wim Zeeman wordt in januari 1990 vervangen door Jeroen Booy (ex-Roberto Jacketti & The Scooters). Daarmee is de "definitieve" bezetting van de groep compleet. Ook tekent de groep een platencontract bij Phonogram.

## Blauw
Dit resulteert in de singles Rigoreus en Iedereen is van de wereld en het volledig Nederlandstalige album Blauw. Het album wordt bijzonder enthousiast ontvangen, en in Nederland en Vlaanderen wordt de titelsong "Blauw" een hit. Een jaar later krijgt dat succes in België zijn bekroning in de uitnodiging te spelen op het grote, internationale Torhout-Werchter-festival. De band blijft er probleemloos overeind en oogst daarmee veel respect. Mede door het succes en de talloze optredens schiet The Scene als live-act vooruit, en langzaam maar zeker begint ook het Nederlandse publiek de kwaliteiten van de band in te zien. Het nummer "Blauw" wordt ook hier alsnog een Top 20-hit, en het zowel in België als Nederland goedverkopende album wordt onderscheiden met een Edison. Phonogram brengt ook Rij rij rij opnieuw uit.

## Open
In juli 1991 wordt The Scene door de Stichting Popmuziek Nederland afgevaardigd naar het New Music Seminar in New York, maar doordat de band geteisterd wordt door uitvallende stroom loopt dat optreden op niets uit. Het is de laatste vrijage van Thé Lau met het Engels. In maart 1992 verschijnt Open, bijna live opgenomen met opnieuw De Leeuw als producer. De plaat wordt ingehaald als een meesterwerk; OOR spreekt bijvoorbeeld van "een gepassioneerde soulplaat met dwingende rock en een persoonlijke rock-'n-roll-taal". Voor dit opnieuw goedlopende album ontvangt The Scene een tweede Edison. De nummers "Zuster" en "Open" worden bescheiden hits, de albumtour is een succes en de band is het hoogtepunt op Parkpop in Den Haag. Om de zaken goed te regelen wordt Torhout-Werchter-organisator Herman Schueremans als manager ingeschakeld.

## Popprijs 1992
Op het Groningse Noorderslag-festival krijgt The Scene in januari 1993 de Popprijs 1992 uitgereikt. De jury prijst "de poëtische Nederlandstalige teksten die zijn ingebed in karakteristieke, sobere arrangementen". In augustus scoort The Scene samen met De Dijk een hit met de splitsingle De wereld is van iedereen (met daarop "Iedereen is van de wereld" van The Scene en "Nieuwe laarzen (van een oude leest)" van De Dijk), waarvan de opbrengst naar Artsen Zonder Grenzen gaat.

## Avenue de la Scene
Twee maanden later verschijnt het wederom vrijwel live opgenomen Avenue de la Scene, ditmaal geproduceerd door Thé Lau zelf. Het album is wat onevenwichtiger en donkerder van toon dan Open, en blijkt daardoor in commercieel opzicht een lichte tegenvaller. Als live-act blijft The Scene, in 1994 wederom te zien op Parkpop, echter onverminderd populair. Nummers als "Mijn straat", "De schaduw van het kruis" en het nieuwe "Slapen, dromen, zweten & vergeten" krijgen wel redelijke airplay, maar worden geen echte hits. In de herfst van dat jaar brengt The Scene een indrukwekkend multimediaal live-pakket uit: het live-album The Scene, een live-video en een door Paul Tolenaar gemaakt fotoboek. Ook draagt de band een zeer geslaagde versie van "Waterdrager" bij aan Als de rook is verdwenen..., een eerbetoon aan Boudewijn de Groot.

## Arena
In 1995 ervaart The Scene een wat merkwaardige vorm van waardering als ze in de platenbakken van diverse winkelketens een Zwitserse bootleg-versie van de eerste lp The Scene uit 1980 op cd ontwaren. In de zomer speelt de band twee concerten op de campingfestivals van Torhout-Werchter. Ondertussen werkt de band aan het opnemen van nieuw materiaal, dat voor de verandering niet in een dure studio plaatsvindt, maar in de eigen oefenruimte van de band. Het door Emile den Tex geproduceerde album Arena, dat in april 1996 als eerste Nederlandstalige album onder het platenlabel Island Records verschijnt en waarop latin percussie en een Spaanse gitaar opduiken, klinkt opener dan voorgaand plaatwerk en kan gerekend worden tot het beste werk van de groep. Hoewel het album positieve recensies krijgt, valt de verkoop enigszins tegen. Erkenning is er wel in de vorm van een Gouden Harp van de stichting Conamus, die de groep in februari 1997 ontvangt voor haar gehele oeuvre. Thé Lau doet dan juist met pianist Willem Ennes een eerste korte solo-theatertournee onder de naam Lau Late Night.

## 2 Meter Sessie
Ook verschijnt begin 1997 een one-artist 2 Meter Sessie-album, dat materiaal bevat van voor de VARA-radio en televisie opgenomen 2 Meter Sessies uit 1990, 1993 en 1996. Een paar maanden later verlaat toetsenist Otto Cooymans vanwege 'artistieke meningsverschillen' de groep. Hij wordt vervangen door de dan 23-jarige conservatoriumstudent Dante Oei, die tevens de plaats van Willem Ennes overneemt bij de soloconcerten van Thé Lau. Hij wordt meteen in het diepe gegooid, want in juni doet The Scene tussen de gewone optredens door een serie optredens in het kader van Marlboro Flashbacks, waarbij ze zeventien hits uit het jaar 1978 coveren, van The Buzzcocks tot David Bowie. Voor de soundtrack van de Vlaamse film Gaston's War neemt Thé Lau de evergreen "We'll Meet Again" op. Na het succes van de eerste solo-theateroptredens trekt Lau nu elke winter – wanneer er door het gebrek aan festivals meer ruimte in de agenda is – met Dante Oei langs de Nederlandse en Vlaamse theaters. Anders dan bij de rockconcerten van The Scene, ligt hierbij het accent veel meer op de teksten, en kunnen er meer ballads gespeeld worden.

## Marlene
Ondertussen worden er in Brussel opnames gemaakt voor Marlene, dat eind april uitkomt en door Lau zelf geproduceerd is. Dit album klinkt opvallend anders dan voorgaand materiaal, met hoofdrollen voor akoestische gitaren en door Dante Oei gearrangeerde strijkers. Marlene krijgt veel lovende recensies, maar door fusieperikelen en ontslagdreigingen bij de platenmaatschappij worden nummers als "Marlene" en het majestueuze "Rivier" nauwelijks op de radio gedraaid, en draait het album uit op een commerciële flop. Daarnaast gaat The Scene, net als op het album, ook live beduidend zachter spelen, wat niet overal even goed valt. Tot overmaat van ramp wordt gitarist Eus van Someren geteisterd door de ziekte van Pfeiffer, zodat hij gedurende een half jaar moet worden vervangen door ex-Sjako!-gitarist (en toenmalig echtgenoot van bassiste Emilie Blom van Assendelft) Alan McLachlan.

## Duits
Ondertussen brengt The Scene ook een Duitstalig album uit. Omdat het de band weleens leuk leek om een echte buitenlandse tournee te doen, was jaren geleden al eens geprobeerd om de teksten ongeschonden te vertalen naar het Engels, maar zonder succes. Duitse vertalingen bleken echter wél een goed resultaat op te leveren; Thé Lau claimt dat het Duitse "Rigoros" zelfs sterker is dan het origineel. Het Duitse album Arena bevat dertien opnieuw opgenomen Scene-klassiekers. Aangezien Arena al even op de plank lag, is op dit album toetsenist Otto Cooymans nog te horen. Van het album verschijnen "Blau" en "Diese Welt" ook op single, maar ondanks positieve reacties in Duitsland op zowel het album, de singles als op enkele Duitse optredens van The Scene, blijkt het toch bijzonder moeilijk om daar voet aan de grond te krijgen.
In de wintermaanden trekt Lau weer langs de theaters en brengt hij in eigen beheer het tijdens de vorige tournee opgenomen solo-live-album 1998 uit. Als in de lente de rust bij de platenmaatschappij is weergekeerd en de borden zijn verhangen krijgt het nummer "Wondermooi" een tweede kans en wordt bijna een hit, maar het album is al niet meer te redden. Wel speelt de band weer een serie geslaagde optredens, waarbij ook weer beduidend steviger wordt gespeeld dan tijdens de Marlene-tour. Begin 2000 debuteert Thé Lau als schrijver met de verhalenbundel De sterren van de hemel, en er volgt ook weer een uitgebreide solotournee.
Daarna begint The Scene meteen weer te spelen, want hoewel het in 1999 betrekkelijk rustig is geweest rond de band, denkt Thé Lau niet aan stoppen: "Ik wil dat The Scene een van die legendarische bands wordt die werkelijk iets in de muziekgeschiedenis van de Lage Landen betekent." De groep heeft een primeur door een nieuwe opname van "Sabine's gezicht" (dat al in 1985 op de lp This is Real stond) alleen uit te brengen als download – lang voordat legale download-services als iTunes in zwang raakten. Half juli verschijnt er dan een echte nieuwe single, Helden, dat oorspronkelijk werd gemaakt voor de nieuwe SIRE-televisiespot rond het thema 'De maatschappij, dat ben jij'. De reacties op deze spot waren echter zo positief dat besloten is om het nummer uit te werken en er een single van te maken. De radio pakt de single dit keer wél goed op, er wordt een videoclip gemaakt die regelmatig te zien is op clipzenders TMF en The Box, en Helden staat twee maanden lang in de Top 100. In augustus treedt The Scene voor de zesde keer op op het Marktrock-festival in Leuven.

## Verzamelalbum
In het najaar van 2000 verschijnt het zeventien tracks tellende verzamelalbum Rauw, hees, teder. Ondertussen blijven ook de oude albums doorverkopen, wat ertoe leidt dat de groep bij een optreden in de Amsterdamse Melkweg een platina plaat ontvangt voor 100.000 verkochte exemplaren van Blauw. Met de reeks concerten die volgt op de release van Rauw, hees, teder bewijst The Scene dat ze nog steeds in topvorm zijn. In de zomer van 2001 staat de groep op een aantal Nederlandse en Belgische festivals. Lau heeft op dat moment al een aantal songs geschreven voor een toekomstig solo-album, maar het hernieuwde succes van The Scene doet hem overwegen om dat materiaal toch te gebruiken voor een nieuw Scene-album. Het lukt echter niet om het daar met de rest van de groep over eens te worden, dus uiteindelijk kiest Lau er toch voor om een solo-album te maken. Dit solo-album, De God van Nederland, verschijnt in mei 2002. Naast uitgebreide theatertournees speelt Thé Lau met dit nieuwe materiaal, en met een nieuwe band, ook in het club- en festivalcircuit (onder andere weer op het Werchter-festival), waarbij ook de hits van The Scene aan bod komen. Hoewel The Scene sinds het najaar van 2001 al niet meer samen gespeeld heeft, blijft Lau met enige regelmaat in de media verkondigen dat zijn solocarrière niet het einde van de band betekent: "The Scene zal nooit worden opgeheven!". Tot een interview met De Telegraaf op 16 november 2002, waarin hij aangeeft dat dat hoofdstuk nu toch écht is afgesloten.
Thé Lau vervolgt zijn solo-activiteiten in zowel het theater-, club- en festivalcircuit in wisselende bezettingen, waarin toetsenist Jan-Peter Bast de enige vaste spil is. Achtereenvolgens verschijnen van hem een tekstbundel, de dvd The Show (2003), de roman Hemelrijk (2004), het tweede soloalbum Tempel der liefde (2006) en de verhalenbundel In de dakgoot (2006).
Ook de andere leden van The Scene zoeken nieuwe bezigheden. Je kon/kunt Scene-leden terugvinden in Sype, de Manuëla Kemp Band, The Chedderheadz, Roberto Jacketti & The Scooters, Skelter, de Ruben Hoeke Band, TeNDeRMeN en The Wild Romance. Gitarist Eus van Someren richt zich voornamelijk op zijn werk voor het Nederlands Instituut voor Hersenonderzoek.

## 2006

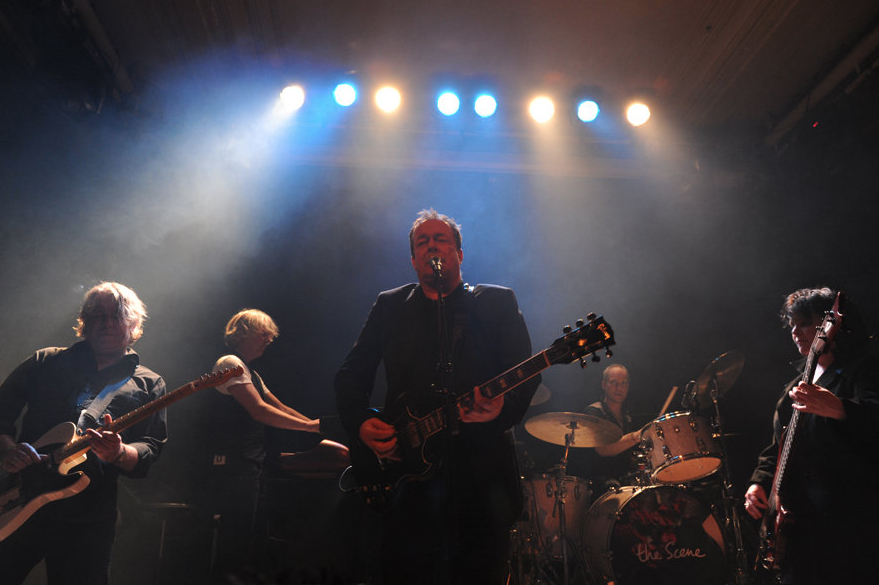
The Scene met Thé Lau

In de zomer van 2006 speelden zowel bassiste Emilie Blom van Assendelft, drummer Jeroen Booy en toetsenist Otto Cooymans met Lau mee, zij het op verschillende festivals. Hernieuwd enthousiasme doet hun besluiten opnieuw met The Scene te gaan toeren, met het oude, vertrouwde repertoire op festivals en in zalen als Paradiso in Amsterdam en de Ancienne Belgique in Brussel.
Een nieuwe cd, eenvoudig maar veelzeggend '2007' getiteld, komt uit op 21 mei. Op het album staan tien klassiekers in een nieuw jasje. Op drie daarvan doen gasten mee: Sam Bettens (k's Choice) bij "Blauw", Paskal Jakobsen (BLØF) bij "Iedereen is van de wereld" en Tom Barman (dEUS) bij "Rigoreus". Daarnaast bevat het album twee nieuwe nummers, "Meisje van de dromen" en "Alkmaar", waarvan de teksten werden geschreven door Neeltje Maria Min.

## Einde
Op 12 augustus 2013 werd bekendgemaakt dat Thé Lau aan keelkanker lijdt. Nadat aanvankelijk leek dat de chemokuur en bestralingen goed aangeslagen waren, maakte het management in april 2014 bekend dat Lau uitzaaiingen in zijn linkerlong had en uitbehandeld was. In juni 2014 gaf hij met zijn band afscheidsconcerten op Pinkpop, in de Heineken Music Hall (dit zou eerst Paradiso zijn, maar werd verplaatst omdat het concert in zeven minuten uitverkocht was), in de Lotto Arena in Antwerpen en in de AB in Brussel.
Het nummer Iedereen is van de wereld werd in 2015 het campagnelied van de Vlaamse anti-kankercampagne Kom op tegen Kanker. De plaat bereikte de 2de positie in de Vlaamse Ultratop 50.
Thé Lau overleed op 23 juni 2015 in Amsterdam.
Op 23 juni 2025 trad The Scene, met Syb van der Ploeg als zanger, op in de uitzending van Jan-Willem Start Op! op NPO Radio 2 ter gelegenheid van het tienjarig overlijden van Thé Lau.

## Discografie

### Albums
| Album met eventuele hitnotering(en) in de Nederlandse Album Top 100 | Datum van verschijnen | Datum van binnenkomst | Hoogste positie | Aantal weken | Opmerkingen   |
| ------------------------------------------------------------------- | --------------------- | --------------------- | --------------- | ------------ | ------------- |
| The Scene                                                           | 1980                  | -                     |                 |              |               |
| This is real                                                        | 1985                  | -                     |                 |              |               |
| Rij rij rij                                                         | 1988                  | -                     |                 |              |               |
| Blauw                                                               | 1990                  | 15-06-1991            | 41              | 12           |               |
| Open                                                                | 1992                  | 04-04-1992            | 26              | 18           |               |
| Avenue de la Scene                                                  | 1993                  | 16-10-1993            | 34              | 8            |               |
| The Scene Live                                                      | 1994                  | 12-11-1994            | 43              | 10           | Livealbum     |
| Arena                                                               | 1996                  | 13-04-1996            | 35              | 7            |               |
| 2 Meter sessies                                                     | 1997                  | 26-04-1997            | 53              | 6            | Verzamelalbum |
| Rauw, hees, teder - Het beste van                                   | 2000                  | 16-09-2000            | 69              | 3            | Verzamelalbum |
| Marlene                                                             | 1998                  | -                     |                 |              |               |
| 2007                                                                | 2007                  | 26-05-2007            | 79              | 2            |               |
| Liefde op doorreis                                                  | 23-10-2009            | 31-10-2009            | 46              | 4            |               |
| Code                                                                | 12-03-2012            | 17-03-2012            | 44              | 2            |               |

| Album met hitnotering(en) in de Vlaamse Ultratop 200 albums | Datum van verschijnen | Datum van binnenkomst | Hoogste positie | Aantal weken | Opmerkingen   |
| ----------------------------------------------------------- | --------------------- | --------------------- | --------------- | ------------ | ------------- |
| Arena                                                       | 1996                  | 20-04-1996            | 26              | 5            |               |
| Rauw, hees, teder - Het beste van                           | 2000                  | 16-09-2000            | 13              | 7            | Verzamelalbum |
| 2007                                                        | 2007                  | 09-06-2007            | 27              | 17           |               |
| Liefde op doorreis                                          | 2009                  | 07-11-2009            | 24              | 5            |               |
| Code                                                        | 2012                  | 17-03-2012            | 41              | 5            |               |
| Blauw                                                       | 1990                  | 06-04-2019            | 61              | 2            |               |

### Singles
| Single met eventuele hitnotering(en) in de Nederlandse Top 40 | Datum van verschijnen | Datum van binnenkomst | Hoogste positie | Aantal weken | Opmerkingen                                                 |
| ------------------------------------------------------------- | --------------------- | --------------------- | --------------- | ------------ | ----------------------------------------------------------- |
| Young dogs, young blood                                       | 1980                  | -                     |                 |              |                                                             |
| The Beat / Bliss                                              | 1982                  | -                     |                 |              |                                                             |
| Stappen / Allied cigarettes                                   | 1982                  | -                     |                 |              |                                                             |
| S.E.X.                                                        | 1986                  | -                     |                 |              |                                                             |
| Ritme                                                         | 1987                  | -                     |                 |              |                                                             |
| Wereld                                                        | 1987                  | -                     |                 |              |                                                             |
| Borderline                                                    | 1988                  | -                     |                 |              |                                                             |
| Rij rij rij                                                   | 1988                  | -                     |                 |              |                                                             |
| Rauw hees teder                                               | 1989                  | -                     |                 |              |                                                             |
| Rigoreus                                                      | 1990                  | 22-09-1990            | tip10           | -            | Nr. 68 in de Nationale Top 100                              |
| Iedereen is van de wereld                                     | 1991                  | 02-02-1991            | tip8            | -            | Nr. 62 in de Nationale Top 100                              |
| Blauw                                                         | 1991                  | 15-06-1991            | 14              | 7            | Nr. 15 in de Nationale Top 100                              |
| Brand                                                         | 1991                  | -                     |                 |              |                                                             |
| Zuster                                                        | 1992                  | 04-04-1992            | 31              | 3            | Nr. 33 in de Nationale Top 100                              |
| Open                                                          | 1992                  | 20-06-1992            | 38              | 3            | Nr. 40 in de Nationale Top 100                              |
| Samen                                                         | 1992                  | 22-08-1992            | tip7            | -            | Nr. 57 in de Nationale Top 100                              |
| Maan                                                          | 1992                  | -                     |                 |              |                                                             |
| Iedereen is van de wereld                                     | 1993                  | 31-07-1993            | 24              | 5            | met "Nieuwe laarzen" van de Dijk / Nr. 16 in de Mega Top 50 |
| Mijn straat                                                   | 1993                  | -                     |                 |              |                                                             |
| De schaduw van het kruis                                      | 1993                  | -                     |                 |              |                                                             |
| Hard tegen hard                                               | 1994                  | -                     |                 |              |                                                             |
| Vrienden                                                      | 1994                  | -                     |                 |              |                                                             |
| Slapen, dromen, zweten & vergeten                             | 1994                  | -                     |                 |              |                                                             |
| Open (Live)                                                   | 1994                  | -                     |                 |              |                                                             |
| Vrede                                                         | 1996                  | -                     |                 |              |                                                             |
| Junkie met talent                                             | 1996                  | -                     |                 |              |                                                             |
| Romantiek                                                     | 1996                  | -                     |                 |              |                                                             |
| Slapen, dromen, zweten                                        | 1996                  | -                     |                 |              |                                                             |
| Diese welt                                                    | 1997                  | -                     |                 |              |                                                             |
| Blau                                                          | 1998                  | -                     |                 |              |                                                             |
| Marlene                                                       | 1998                  | -                     |                 |              |                                                             |
| Wees welkom                                                   | 1998                  | -                     |                 |              |                                                             |
| Rivier                                                        | 1998                  | -                     |                 |              |                                                             |
| Wondermooi                                                    | 1999                  | -                     |                 |              |                                                             |
| Helden                                                        | 2000                  | -                     |                 |              | Nr. 84 in de Mega Top 100                                   |

| Single met hitnotering(en) in de Vlaamse Ultratop 50 | Datum van verschijnen | Datum van binnenkomst | Hoogste positie | Aantal weken | Opmerkingen |
| ---------------------------------------------------- | --------------------- | --------------------- | --------------- | ------------ | ----------- |
| Blauw                                                | 1990                  | 06-10-1990            | 39              | 6            |             |
| Overal                                               | 14-11-2011            | 10-12-2011            | tip79           | -            |             |

### NPO Radio 2 Top 2000
| Nummers met noteringen in de NPO Radio 2 Top 2000 | '99 | '00 | '01 | '02 | '03 | '04 | '05 | '06 | '07  | '08 | '09 | '10 | '11 | '12 | '13 | '14 | '15 | '16 | '17 | '18 | '19 | '20 | '21 | '22 | '23 | '24 |
| ------------------------------------------------- | --- | --- | --- | --- | --- | --- | --- | --- | ---- | --- | --- | --- | --- | --- | --- | --- | --- | --- | --- | --- | --- | --- | --- | --- | --- | --- |
| Blauw                                             | 567 | 496 | 432 | 347 | 277 | 494 | 545 | 506 | 687  | 496 | 477 | 469 | 578 | 408 | 490 | 222 | 180 | 186 | 242 | 383 | 302 | 348 | 346 | 349 | 339 | 396 |
| Iedereen is van de wereld                         | 965 | 657 | 703 | 802 | 486 | 769 | 801 | 930 | 1178 | 818 | 856 | 828 | 877 | 919 | 832 | 165 | 64  | 92  | 142 | 211 | 222 | 235 | 235 | 246 | 261 | 282 |

1. ↑  Een vetgedrukt getal geeft de hoogste notering van een nummer aan.